# 2003 في اليابان
فيما يلي قوائم الأحداث التي وقعت خلال عام 2003 في اليابان.

## سياسة

### تعيين في المنصب
- 28 أبريل – هيروشي اوكادا عضو مجلس المستشارين.
- 22 سبتمبر – تارو أسو Minister for Internal Affairs and Communications [الإنجليزية]‏.
- 22 سبتمبر – ساداكازو تانيغاكي وزير المالية.
- 22 سبتمبر – يوريكو كويكي وزير البيئة [الإنجليزية]‏.

### انتهاء فترة المنصب
- 22 سبتمبر – ساداكازو تانيغاكي رئيس الهيئة الوطنية للسلامة العامة [الإنجليزية]‏.

## رياضة
- 12 أكتوبر – جائزة اليابان الكبرى 2003 الفائز روبنز باركيلو.

## أفلام
من الأفلام التي صدرت هذه السنة في اليابان:
- 1 يناير – اقتل بيل الجزء 1 من إخراج كوينتن تارانتينو.
- 1 يناير – القمر الطفل من إخراج Takahisa Zeze [الإنجليزية]‏.
- 1 يناير – المحقق كونان: تقاطع طرق في العاصمة القديمة من إخراج كينجي كوداما.
- 1 يناير – لارا كروفت تومب رايدر: مهد الحياة من إخراج جان دي بونت.
- 16 مايو – جو-أون: الحقد 2 من إخراج تاكاشي شيموزو.
- 29 أغسطس – ضائع في الترجمة من إخراج صوفيا كوبولا.
- 2 سبتمبر – زاتويشي من إخراج تاكيشي كيتانو.
- 2 أكتوبر – الحلقة من إخراج غور فيربينسكي.
- 18 أكتوبر – جو-أون: الحقد من إخراج تاكاشي شيموزو.
- 22 نوفمبر – الساموراي الأخير من إخراج إدورد زويك.

## برامج ومسلسلات وأنمي
- مارتن ميستري

## وفيات

### فبراير
- 2 فبراير – أيزو يوجوتشي (مواليد 1945) لاعبو كرة قدم يابانيون.
- 28 فبراير – يو إينوي (مواليد 1946)

### مارس
- 29 مارس – تاداو هوري (مواليد 1913) لاعبو كرة قدم يابانيون.

### أبريل
- 16 أبريل – ايساو ايوابوشي (مواليد 1933) لاعبو كرة قدم يابانيون.
- 17 أبريل – كوجي كوندو (مواليد 1972) لاعب كرة قدم ياباني.
- 20 أبريل – دايجيرو كاتو (مواليد 1976) متسابق دراجات نارية ياباني.

### مايو
- 12 مايو – كازو اينو (مواليد 1923) مترجم ياباني.
- 30 مايو – مينورو موشيزوكي (مواليد 1907)

### يونيو
- 10 يونيو – يوشيو اينو (مواليد 1907)

### ديسمبر
- 26 ديسمبر – يوشيو شيراي (مواليد 1923) ملاكم ياباني.